# Callosamia
Callosamia is een geslacht van vlinders uit de familie nachtpauwogen (Saturniidae).
De typesoort van het geslacht is Phalaena promethea Drury, 1773

## Soorten
- Callosamia angulifera (Walker, 1855)
- Callosamia promethea (Drury, 1773)
- Callosamia securifera (Maassen, 1873)